# 铜陵市第一中学
铜陵市第一中学，位于中國安徽省铜陵市铜官区，是安徽省重点中学和示范高中。学校创办于1938年，是2008、2018年安徽高考理科状元，以及2013年安徽高考文科状元的母校。

## 历史
1938年年春创办，校址在重庆市永川区，原名“国立第十六中学”。
1946年秋，奉中华民国教育部指令，学校迁至铜陵县和悦洲，易名为“省立铜陵中学”。后与安徽省贵池中学合并。
1955年秋，因为水灾迁至铜陵市长江东路15号，校名为“铜官山中学”。
1958年，更名为“铜陵市第一中学”。
2002年8月，学校为了向更高层次迈进，迁址到原市教育中心，和铜陵学院、市委党校毗邻。
1997年，被接纳为“联合国教科文组织俱乐部”成员。
2001年，被中科大授予“基础教育理科实验基地”。
2002年迁至今址，原址成立铜陵市第十五中学。

## 校训
笃学敏行、厚德育人

## 学校现状
铜陵市第一中学，校园占地面积约200亩。新校园内建有科技实验楼、教学楼和校园广场，各建筑面积均为八千多平方米，并配备广播电视网、校园宽带网和闭路电视监控网等现代化教育设施。
该校在搬迁至新校园后，以现代教育技术为手段，提升教育管理水平，并推进教育教学改革。学校注重规范化管理和服务意识的强化，旨在推动教育的现代化、集团化和国际化，力求早日跻身国家级示范高中行列。